# Linea 1 (metropolitana di Panama)
| Unknown route-map component "uhKHSTa" |

| Unknown route-map component "uhHST" |

| Unknown route-map component "uhHST" |

| Unknown route-map component "uhHST" |

| Unknown route-map component "uhINT" |

| Unknown route-map component "uhHST" |

| Unknown route-map component "uhHST" + Unknown route-map component "PORTALf" |

| Unknown route-map component "utHSTACC" |

| Unknown route-map component "utHSTACC" |

| Unknown route-map component "utHSTACC" |

| Unknown route-map component "utHSTACC" |

| Unknown route-map component "utHSTACC" |

| Unknown route-map component "utHSTACC" |

| Unknown route-map component "utHSTACC" |

| Unknown route-map component "utHSTACC" |

| Unknown route-map component "uKINTACCe" |

La linea 1 è la prima linea della rete metropolitana di Panama, ha 14 stazioni ed è lunga 15,8 km, in un percorso in direzione nord-sud. Si collega con la Linea 2 alla stazione di San Miguelito e con la futura Linea 3 alla stazione di Albrook e San Isidro. Il suo colore distintivo è il rosso.
Successivamente, sono state stabilite diverse estensioni del percorso e sono state progressivamente inaugurate altre stazioni. Con l'ultima inaugurazione, della stazione di San Isidro, la linea 1 ha un'estensione di 15,8 km. Nel 2018, il presidente Varela e la metropolitana di Panama hanno annunciato la gara d'appalto per l'estensione della linea 1 a Villa Zaita come capolinea settentrionale della linea, a nord della stazione di San Isidro. Questa stazione terminale avrà un interscambio di autobus e taxi e un parcheggio per 800 veicoli. Include anche la riabilitazione e l'allargamento di 6 corsie della Via Transistmica. L'estensione e l'intero progetto dovrebbero essere completati in non più di 33 mesi e questa sezione dovrebbe essere operativa nel 2024.

## Storia
Il 19 ottobre 2009, il governo di Panama ha selezionato il consorzio formato dal messicano Cal y Mayor, dalla svizzera POYRY e dalla panamense Geo Consult per realizzare lo studio, il layout del percorso e la progettazione della costruzione della prima linea metropolitana con un budget di due milioni di dollari.Il 18 marzo 2010, tre consorzi sono stati pre-qualificati per competere con le loro proposte per la costruzione della metropolitana, tra cui: il consorzio CIMA (composto da Acciona Infraestructuras, Mitsubishi Corporation, Mitsubishi Heavy Industries, Constructoras Ica y Construcciones y Auxiliar de ferrocarriles), il consorzio Línea Uno (Constructora Norberto Odebrecht, Fomento de Construcciones y Contratas e Alstom) e il consorzio Grupo Italiano Metro Panamá (Impregilo, Astaldi, Ghella e Ansaldo Breda). Tuttavia, il 31 agosto dello stesso anno c'erano due consorzi per la gara d'appalto per la costruzione e la messa in servizio della metropolitana di Panama, tra questi: il consorzio Grupo Italiano Metro de Panamá e il consorzio Línea Uno. Prima della proposta, il 27 ottobre 2010, la gara è stata assegnata al consorzio Línea Uno formato dalla società di costruzioni FCC e Odebrecht con un'offerta di 1.446 milioni. Tuttavia, il contratto è stato firmato il 26 novembre di quell'anno. La costruzione inizia il 14 febbraio 2011 e avanza con tale velocità che viene consegnato al governo il 28 febbraio 2014, compresa un'ulteriore estensione di 2,1 km che è stata pianificata dal 1º dicembre 2013 che collega la stazione di Los Andes con la stazione di San Isidro.